# Intention (пісня)
Intention (укр. Намір) — пісня болгарського рок-гурту Intelligent Music Project, яка вийшла 5 грудня 2021 року. Ця пісня представляла Болгарію на Євробачення 2022, де посіла 16 місце у першому півфіналі, через що, відповідно, не змогла пройти до фіналу.

## Євробачення

### Відбір
У середині вересня 2021 року засновник Intelligent Music Project Мілен Врабевскі повідомив Радіо Пловдив, що вони були обрані представляти Болгарію на Євробаченні 2022. Офіційного підтвердження не надійшло до 25 листопада, коли BNT оголосила про них, як представники Болгарії на Євробачення 2022 ріку з піснею «Intention».

### На Євробаченні
Після жеребкування, що відбулося 25 січня 2022 року, стало відомо, що Болгарія виступить у першій половині першого півфіналу, що відбувся 10 травня 2022 року, під 7 номером, між Україною та Нідерландами. Але пісня зайняла 16 місце у півфіналі, через що не змогла до фіналу.